# Cosmasterias
Cosmasterias is een geslacht van zeesterren uit de familie Stichasteridae.

## Soorten
- Cosmasterias dyscrita H.L. Clark, 1916
- Cosmasterias felipes (Sladen, 1889)
- Cosmasterias lurida (Philippi, 1858)